# Global Industry Classification Standard
La classification GICS (Global Industry Classification Standard) est une taxonomie économique conçue et maintenue par Morgan Stanley Capital International (MSCI) et S&P (Standard & Poor's) à destination du secteur de la finance.
Cette classification s'échelonne sur 4 niveaux : 11 secteurs, 24 groupes d'industries, 68 industries et 154 sous-industries, dans lesquelles S&P a réparti les principales sociétés cotées (sociétés anonymes avec appel à l'épargne publique).
Cette taxonomie est similaire à l'autre taxonomie majeure en Finance, la classification ICB maintenue par FTSE Group.
Cette classification est celle de référence des indices S&P et MSCI dans laquelle chaque société est cataloguée selon son cœur d'activité.
GICS est une marque déposée du groupe McGraw-Hill actuellement affectée à Standard & Poor's.

## Classification des secteurs économiques
Classification au 30 juin 2010 :
| Code Niveau 1 | Secteur                       | Code Niveau 2 | Groupes de secteurs d'activités                                                         |
| ------------- | ----------------------------- | ------------- | --------------------------------------------------------------------------------------- |
| 10            | Énergie                       | 1010          | Énergie                                                                                 |
| 15            | Matériaux                     | 1510          | Matériaux                                                                               |
| 20            | Industrie                     | 2010          | Biens d'équipement                                                                      |
| 20            | Industrie                     | 2020          | Services commerciaux et professionnels                                                  |
| 20            | Industrie                     | 2030          | Transports                                                                              |
| 25            | Consommation discrétionnaire  | 2510          | Automobiles et composants automobiles                                                   |
| 25            | Consommation discrétionnaire  | 2520          | Biens de consommation durables et habillement                                           |
| 25            | Consommation discrétionnaire  | 2530          | Services à la clientèle                                                                 |
| 25            | Consommation discrétionnaire  | 2540          | Médias                                                                                  |
| 25            | Consommation discrétionnaire  | 2550          | Distribution                                                                            |
| 30            | Consommation non cyclique     | 3010          | Distribution alimentaire et pharmacie                                                   |
| 30            | Consommation non cyclique     | 3020          | Produits alimentaires, boisson et tabac                                                 |
| 30            | Consommation non cyclique     | 3030          | Produits Domestiques et de Soin Personnel                                               |
| 35            | Santé                         | 3510          | Équipements et services de santé                                                        |
| 35            | Santé                         | 3520          | Sciences pharmaceutiques, biotechnologiques et biologiques                              |
| 40            | Finance                       | 4010          | Banques                                                                                 |
| 40            | Finance                       | 4020          | Services financiers diversifiés                                                         |
| 40            | Finance                       | 4030          | Assurance                                                                               |
| 40            | Finance                       | 4040          | Immobilier                                                                              |
| 45            | Technologies de l'information | 4510          | Logiciels et services                                                                   |
| 45            | Technologies de l'information | 4520          | Matériel et équipement informatique                                                     |
| 45            | Technologies de l'information | 4530          | Semi-conducteurs et équipement pour leur fabrication                                    |
| 50            | Télécommunications            | 5010          | Télécommunications                                                                      |
| 55            | Services aux collectivités    | 5510          | Services aux collectivités                                                              |
| 60            | Immobilier                    | 6010          | Sociétés d'Investissement Immobilier Cotées (SIIC), Gestion et Développement Immobilier |

## Principaux secteurs répartis par domaine d'application marketing
Les grands types de secteurs d'activité économiques
| — —                        | Services immatériels                                                                             | Produits matériels |
| -------------------------- | ------------------------------------------------------------------------------------------------ | --- |
| Clients professionnels     | 3. Courrier et livraison, publicité, technologie et services informatiques, transports maritimes | 4. Aéronautique, aérospatiale et défense, bâtiment, construction et travaux publics, éoliennes, chimie, matériel informatique, santé |
| Consommateurs grand public | 1. Banques et assurances, croisières, divertissement, transport aérien, transport ferroviaire    | 2. Agroalimentaire, compagnies pétrolières, cosmétique, constructeurs automobiles, électronique grand public, luxe, pharmacie, etc.  |